# دوري بوتان الوطني لكرة القدم 2017
دوري بوتان الوطني لكرة القدم 2017 هو موسم من دوري بوتان الوطني لكرة القدم. أشرف على تنظيمه اتحاد بوتان لكرة القدم، وفاز فيه ترانسبورت يونايتد إف سي.